# Wadsworth (Ohio)
Wadsworth è un comune degli Stati Uniti d'America, situato nello stato dell'Ohio, nella contea di Medina.